# ليزر نبضي
الليزر النبضي، (بالإنجليزية: pulse laser)‏ هو عبارة عن ليزر لا يرسل أشعته بشكل مستمر، وإنما بشكل متقطع على شكل ومضات (نبضات) منفصلة.
بناءً على مدة ظهور الشعاع، يتم التفريق بين الليزرات ذات الشعاع القصير و الشعاع القصير جدا (short and ultra short lasers).

## الخصائص
الليزر ذو الشعاع المستمر يكون طيفه (عرض النبضة) رفيع جدا، أما الشعاع الليزري النبضي فان عرض النبضة يكون أكبر بكثير لأن التردد ذو علاقة عكسية مع زمن الشعاع أو الموجة (f=1/t) وبما أن زمن النبضة صغير جداً في الليزر النبضي، فإن عرض نطاق طيفه كبير جدا.

## توليد النبضات
بعض أنواع الليزرات لا تصدر أشعة مستمرة فعالة بطبيعتها، ولكنها تصدر أشعة متقطعة (ومضات) بفعالية، من الأمثلة عليها الليزر الياقوتي.
هناك العديد من الطرق العملية من أجل توليد أشعة ليزر نبضي، ويمكن الحصول على طاقات قصوى حتى عدة غيغا واط.
أيضا يمكن إنشاء الومضات المطلوبة باستخدام ليزر متصل الشعاع عن طريق تشغيله وإطفائه بسرعة كبيرة، كما هو الحال مع ليزر ليزر ثنائي أكسيد الكربون، والذي يولد نبضات بتردد أعلى من 1 كيلو هيرتز. هذه الطريقة ليست عملية، لأن جزء كبير من الطاقة يتم فقده.
عمليا يتم استغلال ما يُعرف بآلية انقلاب الإشغال، حيث يمكن الاستفادة من كل الطاقة المتاحة لتقوية النبضات الناتجة.
- Q-Switching

إحدى التطبيقات العملية تتم باستعمال ما يُدعى (Q-Switching)، وهي خاصية يتم فيها التشغيل بعد فقدان جزء كبير من الطاقة، بحيث لا يصدر الليزر النبضات بسبب كِبر الفقدان للطاقة، ولكن في لحظة معينة (محسوبة) يقل فقدان الطاقة بشكل كبير وترتفع القدرة النوعية (Q: Quality) وتتم تقوية النبضات في وقت قصير. بهذه الطريقة يمكن الحصول على نبضات ليزرية مدتها عدة نانومترات (ن.م) بطاقة للنبض تبلغ عدة ميلي جول (م.ج).
- mode locking

في هذه الحالة يتم عمل توافق بين نسق الأشعة (mode synchronization)، وبمراعاة زوايا دقيقة بينها يتم تداخل بناء بينها (constructive interference)، ما يولد النبضات القصيرة المرجوة.
النبضات الناتجة عبر التداخل البناء ذات فترات أقصر من الحالة السابقة (Q-Switching)، وتقع في مجال البيكو ثانية (ب.ث) أو الفمتوثانية، وطاقة ناتجة أقل منها (بيكو جول أو نانو جول)، ويمكن استخدام مضخم (amplifier) لتقويت النبضات.
نبضات الليزر في نطاق البيكو ثانية أُنتجت في الستينيات من قبل انثوني دي ماريا (Anthony J. DeMaria) وبنطاق أقل من 1 بيكو ثانية عام 1974 من قبل كارلس شانك و ايرخ ايبين (charles Shank and Erich P. Ippen).

## قياس النبضات
ليس من السهولة قياس نبضات بهذا القِصَر باستخدام مهبط ضوئي، لأن النبضات الناتجة أقصر بكثير من المدة التي يحتاجها المهبط للقياس بسبب ما الوقت الذي تحتاجه أزواج المكونة من الالكترونات والثغرات الإلكترونية (recombination time of electrons-wholes pairs) والتي تبلغ عادة عدة (ن.ث).
الطريقة العملية لحساب مدة النبضة تمر عبر حساب الترابط التلقائي بين النبضات وتحليلها لحساب مدة النبضة. هناك طريق أخرى عبر استخدام FROG: Frequency Resolved Optical Gating، عن طريقه يتم حساب الطيف للنبضة ومنه يُحسب المجال الكهربائي وزاوية النبضة.

## تطبيقات
بسبب قِصر مدة الشعاع وطاقته العالية فيتم استخدام هذا النوع من أشعة الليزر في مجالات متعددة، كمعالجة المعادة (قصها وتشكيلها) وفي طب العيون، حيث تستخدم الأشعة لتصحيح الرؤية بتصويبها على سطح قرنية العين (LASIK Operation و Femto LASIK).
كما لهذه الاشعة تطبيقات في البصريات غير الخطية (non linear optic) كمضاعفة تردد الموجات أو كظاهرة كير التي يمكن افتعالها عبر الأشعة المذكورة. أيضا يمكن عبرها ملاحظة ظواهر فيزيائية مدتها تقع ضمن نطاق الأشعة النبضية (Pump Probe Technology).